# لاتوندي أوديكو
لاتوندي أوديكو (بالإنجليزية: Latunde Odeku) من مواليد 1927 لاغوس، نيجيريا وتوفي في لندن عام 1974. كان أول جراح أعصاب أمريكي من أصل أفريقي تم تدريبه في الولايات المتحدة والذي كان رائدا في جراحة الأعصاب في أفريقيا.

## حياته وتعليمه
ولد لاتوندي في لاغوس، نيجيريا. كانت والدته لاجوسية. حضر المدرسة الثانوية للبنين في لاغوس. ثم انتقل إلى جامعة هوارد وتخرج من كلية علوم الحيوان في عام 1950. مُنح أوديكو دراسة الطب في جامعة هوارد، وحصل على دكتوراه في الطب عام 1954.

## عمله الطبي
بعد اجتيازه لامتحان ليسنوات الطبي في كندا، قضى لاتوندي العام التالي في نيجيريا كموظف طبي في مستشفى لاغوس العام. في عام 1961، عاد إلى الولايات المتحدة، وعُرضت عليه وظيفة الإقامة والتدريب تحت قيادة الدكتور كاهن (من 1956 إلى 1960) في جامعة ميشيغان. بعد ذلك، تم تدريبه في مجال علم الأعصاب تحت قيادة الدكتور ويب هايماكر في مركز والتر ريد الطبي في واشنطن العاصمة. وأقام بعد ذلك لممارسة جراحة المخ والأعصاب في مستشفى الأطفال في فيلادلفيا تحت إشراف الدكتور يوجين سبيتز. في عام 1961، تم تعيينه مدرسا لعلم الأعصاب وجراحة المخ والأعصاب في كلية الطب، جامعة هوارد.
عُرض على أوديكو عدة مناصب منها: عضو هيئة التدريس لجراحة المخ والأعصاب في الولايات المتحدة؛ ومع ذلك اختار العودة إلى نيجيريا. جاء لاتوندي إلى جامعة إيبادان في عام 1962 كأول طبيب أعصاب في غرب أفريقيا. في عام 1962، تم تعيينه كعضو هيئة تدريس وأصبح زميلاً في الكلية الأمريكية للجراحين. في عام 1965، تم تعيينه كأستاذ لجراحة المخ والأعصاب من 1968 إلى 1971، حيث شغل منصب رئيس قسم الجراحة وعميد كلية إيبادان للطب. كما أنشأ العديد من الكليات الطبية الوطنية في غرب أفريقيا للدراسات العليا.
كان لاتوندي شاعراً وكاتباً وقدم مساهمات كبيرة في الأدب الجراحي العصبي، ونشر 61 مقالة علمية.
مُنح لاتوندي جائزة خريجي جامعة هاورد لتميزه.

## حياته الشخصية
تزوج لاتوندي مرتين وكان لديه أربعة أطفال.

## سنواته الأخيرة
بدأت مضاعفات مرض السكري منذ عام 1972. توفي في 20 أغسطس 1974 في مستشفى هامرسميث، لندن.